# Оскерко, Мартин Теодор
Оскерко Мартин Теодор (пол. Marcin Teodor Oskierka, около 1720 — 1796) — посол сейма, каштелян ошмянский.

## Биография
В 1738 году был послом на Мозырском сеймике. В 1746 году, после смерти своего тестя писаря литовского Юзефа Бжостовского, получил должность старосты Мядельского. В том же году выделил средства на реконструкцию деревянного костела Святого Апостола Андрея в Кобыльнике (Нарочи). 

В книге "Материалы по истории и географии Дисненского и Вилейского уездов Виленской губернии" (Витебск, 1896) про мядельского старосту Мартина Оскерко рассказывается следующее:
"В 1766 г. староство мядельское, состоящее из "места Мядела и державы Новики", находилось во владении Мартина Оскерко, платившего кварты 2080 злот. польск. 15 ноября 1773 г. кор. Станислав-Август дал "консенс" Мартину и Терезе Оскеркам на староство мядельское".
Занимал должность маршалка Ошмянского (приблизительно в 1765—1786, 1793 гг.). На Гродненском сейме получил привилегию на должность ошмянского каштеляна (26 октября 1793 г.). В том же году эта должность была упразднена.

## Владения
В 1739 году сделал добровольную ассекурационную запись родному брату Михаилу-Стефану Оскерко на часть имения Янушов в Ошмянском уезде. 
В архиве Литовской греко-униатской консистории сохранилось описание церковного прихода в Берковщине за 1766 год, составленный настоятелем церкви Игнатом Зенковичем. При церкви в плебании проживала семья Игната Зенковича ("фамилия домовая") - 10 человек. В Берковщизне с Заречным, собственности Мартина Оскерко, насчитывалось 80 прихожан. В Субочах, разделённых между тремя землевладельцами (Оскерко, Визгардом и Родевичем) - 82. 
В 1795 году Мартин Оскерко также упоминается в качестве владельца имения Субочи (Мядельский район).
Согласно сведениям «Географического словаря Королевства Польского и прочих славянских стран» (Варшава, 1883), писарь ВКЛ Людвиг на Бакштах Хоминский продал каштеляну ошмянскому Мартину Оскерко имение Кобыльник (Нарочь).

## Семья
Родители — Антоний Оскерко (ок. 1670—1734), герба «Мурделио», и Анна Грабовская из Конопницы (род. ок. 1692), герба «Окша».
Был дважды женат. От первого брака была дочь, которая вышла замуж за ошмянского старосту Тадеуша Котелла (1736—1799), герба «Пеликан».
От второго брака с Терезой Бжостовской имел 9 детей: Игнатий (женат на Софье Тересе Воллович герба «Богория»), Антоний (женат на Ангнешке Тарло герба «Топор»), Марианна (жена Коэтана Козелло), Хелена Флоренция (жена князя Тадеуша Пузыны, герба «Огинец»), Юзеф (1770—1777), Мехтильда, Матильда, Леонарда, Фремиота Франтишка.